# Dryopteris ruwenzoriensis
Dryopteris ruwenzoriensis är en träjonväxtart som beskrevs av Carl Frederik Albert Christensen och Fraser-jenk. Dryopteris ruwenzoriensis ingår i släktet Dryopteris och familjen Dryopteridaceae. Inga underarter finns listade.